# Cometa de César
O Cometa de César (também Sidus Iulium ("Estrela Juliana"); Caesaris astrum ("Estrela de César"); Cometa César; o Grande Cometa de 44 a.C.; designação numérica C/−43 K1) foi um cometa de sete dias visto em julho de 44 a.C. Foi interpretado pelos romanos como um sinal da deificação do ditador recém-assassinado, Júlio César (100–44 a.C.). Foi talvez o cometa mais famoso da antiguidade.
Com base em dois relatórios incompletos da China (30 de maio) e Roma (23 de julho), um número infinito de determinações de órbitas pode se encaixar nas observações, mas uma órbita retrógrada é inferida com base nas notas disponíveis. O cometa aproximou-se da Terra em meados de maio e em agosto. Chegou ao periélio (aproximação mais próxima do Sol) em 25 de maio de -43 a uma distância solar de cerca de 0,22 UA (33 milhões de km). No periélio o cometa tinha um alongamento solar de 11 graus e supõe-se que tenha tido uma magnitude aparente de cerca de -3, pois o relatório chinês não é consistente com a visibilidade diurna em maio. Entre 10 de junho e 20 de julho, o cometa teria diminuído de magnitude +1 para cerca de magnitude +5. Por volta de 20 de julho de -43, o cometa sofreu uma explosão de magnitude 9 estimada em magnitude aparente e teve um alongamento solar de 88 graus no céu da manhã. Na magnitude -4 teria sido tão claro quanto Vênus.
Como resultado da explosão cometária no final de julho, o Cometa de César é um dos únicos cinco cometas conhecidos por terem uma magnitude absoluta negativa (para um cometa, isso se refere à magnitude aparente se o cometa tivesse sido observado a uma distância de 1 UA (distância da Terra e do Sol).
Na ausência de observações contemporâneas precisas (ou observações posteriores confirmando uma órbita que prevê a aparência anterior), o cálculo da órbita do cometa é problemático e uma órbita parabólica é convencionalmente assumida. (No século XIX, especulou-se uma possível correspondência que lhe daria um período de cerca de 575 anos. Isso não foi confirmado porque as observações posteriores são igualmente insuficientemente precisas). A solução orbital parabólica estima que o cometa estaria agora a mais de 800 UA (120 bilhões de km) do Sol. A essa distância, o Sol fornece menos luz do que a Lua cheia fornece à Terra.